# Szafarnia (województwo warmińsko-mazurskie)
Szafarnia – wieś w Polsce położona w województwie warmińsko-mazurskim, w powiecie nowomiejskim, w gminie Kurzętnik.
W latach 1975–1998 miejscowość położona była w województwie toruńskim. Wieś jest położona koło Nowego Miasta Lubawskiego.